# Piotr Kosiorowski
Piotr Kosiorowski (ur. 5 stycznia 1981 w Połczynie-Zdroju) – polski piłkarz grający na pozycji napastnika, a następnie pomocnika, działacz sportowy.

## Kariera piłkarska
Kosiorowski rozpoczynał swoją karierę w Polonii Warszawa. W jej barwach zadebiutował w rozgrywkach pierwszej ligi. W stołecznym zespole przerzucany był między pierwszym zespołem a rezerwami. W 2000 sięgnął razem z Polonią po Puchar Ligi. W 2002 przebywał na wypożyczeniu w Orlenie Płock. Latem następnego roku podpisał kontrakt z Błękitnymi Stargard Szczeciński, skąd kilka miesięcy później trafił do Świtu Nowy Dwór Mazowiecki. Następnie przez dwa lata grał w KSZO Ostrowiec Świętokrzyski.
W 2007 przeniósł się do swojego macierzystego zespołu – Polonii. Nie miał tam jednak pewnego miejsca w składzie, co spowodowało, że latem 2008 związał się umową z Dolcanem Ząbki. Od rundy wiosennej sezonu 2011/12 był zawodnikiem Sandecji Nowy Sącz. W grudniu 2013 rozwiązał umowę z tym klubem. 13 stycznia 2014 podpisał półroczną umowę z Pogonią Siedlce. Po rozstaniu z Pogonią wrócił do Polonii, z którą podpisał umowę 5 lipca 2015. Kosiorowski jako kapitan Czarnych Koszul pomógł zespołowi w wywalczeniu awansu do II ligi. Gra na środkach przeciwbólowych znacznie pogorszyła stan jego kolan. Po zakończeniu sezonu 2016/17 zakończył karierę piłkarską.

## Po zakończeniu kariery
Kosiorowski po zakończeniu kariery piłkarskiej rozpoczął pracę na stanowisku dyrektora sportowego Pogoni Siedlce. Z tym klubem współpracował od czerwca do grudnia 2018. Po rozwiązaniu umowy z Pogonią związał się z Widzewem Łódź. Od 15 stycznia 2019 pracował w Widzewie jako koordynator skautingu. W lipcu 2019 rozwiązał umowę. Później rozpoczął współpracę z Polonią Warszawa. Od 30 kwietnia 2020 pełni funkcję jej dyrektora sportowego.